# Římskokatolická farnost Topolany
Římskokatolická farnost Topolany je územní společenství římských katolíků s farním kostelem svatého Mikulášev děkanátu Vyškov.

## Historie farnosti
Farní kostel byl postaven roku 1761. Farnost zde existovala už dříve, po třicetileté válce byla topolanská farnost administrativně vedena z Vyškova a to až do roku 1859, kdy byla opět zřízena samostatná topolanská farnost.

## Duchovní správci
Administrátorem farnosti byl od 1.7.2021 jmenován Dr. Josef Beníček, farář pustiměřský.

## Bohoslužby
| Kostel           | Místo    | Bohoslužba (den) | Hodina                              | Poznámka     |
| ---------------- | -------- | ---------------- | ----------------------------------- | ------------ |
| svatého Mikuláše | Topolany | neděle           | 17.00 (zimní čas) 18.00 (běžný čas) | farní kostel |

## Aktivity ve farnosti
Farnost se pravidelně zapojuje do akce Tříkrálová sbírka. V roce 2018 se při ní vybralo 6 200 korun.